# Duszkowo
Duszkowo (biał. Душкава; ros. Душково) – wieś na Białorusi, w obwodzie mińskim, w rejonie wołożyńskim, w sielsowiecie Raków.
Znajdują się tu drewniana kaplica pounicka (obecnie prawosławna) pw. św. Mikołaja z 1803 r. i ruiny kilku murowanych obiektów, m.in. XIX-wiecznej kaplicy grobowej generała Karola Morawskiego.

## Historia
W czasach zaborów folwark i wieś w gminie Raków, w powiecie mińskim, w guberni mińskiej Imperium Rosyjskiego. W 1870 roku własność Bułhaków.
W latach 1921–1945 majątek i wieś leżały w Polsce, w województwie wileńskim, w powiecie stołpeckim, a od 1927 w powiecie mołodeckim, w gminie Raków.
Według Powszechnego Spisu Ludności z 1921 roku zamieszkiwały:
- wieś – 348 osób, 45 było wyznania rzymskokatolickiego a 303 prawosławnego. Jednocześnie 9 mieszkańców zadeklarowało polską a 339 białoruską przynależność narodową. Było tu 57 budynków mieszkalnych[7]. W 1931 w 65 domach zamieszkiwało 427 osób[8].
- majątek  – 82 osoby, 46 było wyznania rzymskokatolickiego a 36 prawosławnego. Jednocześnie 31 mieszkańców zadeklarowało polską a 51 białoruską przynależność narodową. Były tu 4 budynki mieszkalne[7]. W 1931 w 6 domach zamieszkiwało 76 osób[8].

Wierni należeli do parafii prawosławnej w Rakowie. Miejscowość podlegała pod Sąd Grodzki w Rakowie i Okręgowy w Wilnie; właściwy urząd pocztowy mieścił się w Rakowie.
W dwudziestoleciu międzywojennym leżało w Polsce, w województwie wileńskim, w powiecie mołodeckim, tuż przy granicy ze Związkiem Sowieckim. Mieściła się tu wówczas placówka 2 batalionu celnego (1921 - 1922), a później strażnica KOP „Duszków”. Znajdowała się tu także wieża, ze szczytu której można było obserwować Mińsk.
Miejscowość pojawia się na kartach powieści Sergiusza Piaseckiego Kochanek Wielkiej Niedźwiedzicy.